# Carisbrook
Carisbrook – stadion w mieście Dunedin w Nowej Zelandii na którym wielokrotnie odbywały się najważniejsze ligowe oraz międzynarodowe mecze rugby union. Stadion był areną zmagań także dla innych sportów takich jak krykiet, piłka nożna, rugby league a także motocross. Stadion zamknięto w 2011 i zburzono w 2013 a wszystkie ważne imprezy sportowe odbywają się na Forsyth Barr Stadium.

## Najważniejsze wydarzenia
12 lipca 2008 - ostatni mecz w Pucharze Trzech Narodów przeciwko RPA przegrany przez gospodarzy 30-28

19 czerwca 2010 - ostatni mecz Nowej Zelandii przeciwko zespołowi "Tier 1", Walii, wygrane 42-9 przez gospodarzy

22 lipca 2011 - ostatni mecz międzynarodowy, Nowa Zelandia kontra Fidżi który gospodarze wygrali 60-14, mecz był częścią akcji pomocy dla ofiar trzęsienia ziemi w Christchurch